# Nuno Guerreiro (jornalista)
Nuno Miguel Penedo Guerreiro Josué (Lisboa, 1969) é um jornalista, investigador histórico e tradutor português.
Autor do blog "Rua da Judiaria", reside fora de Portugal desde 1995, morando actualmente em Nova Iorque.